# Kiruba
Kiruba war eine ecuadorianische Popband. Sie trägt den Namen eines legendären Shuar-Häuptlings aus dem 16. Jahrhundert.

## Bandgeschichte
Kiruba entstand von Oktober 2002 bis Februar 2003 aus der ecuadorianischen Version des Gesangwettbewerbs Popstars, ausgestrahlt vom Sender Teleamazonas TeVe. Die Band bestand aus fünf Sängerinnen. Ihre Besetzung wurde am 24. Februar 2003 erstmals bekanntgegeben.
Ihr erstes Album Kiruba, produziert von Eduardo de Narváez, wurde binnen drei Wochen mehr als 20.000 Mal verkauft und erreichte Doppel-Platin-Status. Schon nach einem Tag hatte es Gold für 5.000, schon nach zwei Tagen Platin für 10.000 verkaufte Alben gegeben.
Eine Konzert-Tournee, quer durch Ecuador, führte 2003 über 16 Stationen, von Quito am 25. April bis Ibarra am 19. Juli. 15.000 zahlende Zuhörer erlebten Kiruba am 30. April in Cuenca, 9.000 zahlende Zuhörer kamen am 9. Mai in Guayaquil zusammen.
Die Auflösung von Kiruba war spätestens im Herbst 2006, als sich Gabriela Villalba und Mariela Nazareno anderen Bands anschlossen.

## Bandmitglieder
- María José Blum, Kurzname: Majo (* 17. August 1984, Guayaquil)
- Cecilia Calle, Kurzname: Ceci (* 10. September 1980, Guayaquil)
- María Gabriela Villalba Jervis, Kurzname: Gaby (* 20. September 1984, Quito)
- Mariela Nazareno (* 14. August 1983, Provinz Esmeraldas)
- Diana Paola Rueda (* 20. Januar 1982, Quito)

## Diskografie (Alben)
- Kiruba (2003)
- Baila la luna (2004)

## Dies und Das
Gabriela Villalba spielte 2004 in der kolumbianischen TV-Serie Al ritmo de tu corazón die Rolle der Catalina Andrade. Seit Anfang Oktober 2006 ist sie Mitglied der chilenischen Pop-Rock-Band Kudai.
Mariela Nazareno ist seit 2006 Leadsängerin der ecuadorianischen Band Tinticos.